# Малые Карзи
Малые Карзи — деревня в Свердловской области, входящая в муниципальное образование Артинский городской округ. Расположена в 28 км на юго-юго-запад от административного центра — посёлка городского типа Арти. Входит в состав Малокарзинского сельского совета.

## Население
По данным 2010 года, в деревне проживает 399 человек.